# ¡¡Al Ataque!! (revista d'Ediciones B)
¡¡Al ataque!!, subitulada la revista semanal más chachipilongui, va ser una revista satírica espanyola, publicada en 1993 per l'editorial barcelonina Ediciones B. Amb un preu de 125 pessetes per exemplar, va aconseguir els 23 números. Va ser el seu director Miguel Pellicer.

## Característiques
!!Al ataque!! fou llançada per Alfons Arús, aprofitant la fama que havia obtingut el seu programa de televisió homònim emès des de l'any anterior per Antena 3. La majoria de les historietes estaven basades en personatges del programa televisiu, juntament amb alguns acudits d'actualitat i diversos fotomuntatges deliberadament tronats. Incloïa les següents sèries:
| Anys | Números  | Títol                    | Guionista           | Dibuixant           |
| ---- | -------- | ------------------------ | ------------------- | ------------------- |
| 1993 | 1-22, 24 | Si... fuera...           | Jaume Ribera        | Pikágoras           |
| 1993 | 1-22, 24 | Crónica deportiva        | Ramis               | Ramis               |
| 1993 | 1-22, 24 | El otro Micael           | Idígoras y Pachi    | Idígoras y Pachi    |
| 1993 | 1-22, 24 | Mayormente Fabrique      | Jaume Rovira Freixa | Jaume Rovira Freixa |
| 1993 | 1-22, 24 | ¡Qué mala suerte!        | Juan                | Juan                |
| 1993 | 1-22, 24 | Vanesa la terrible dulce | Joaquín Cera        | Joaquín Cera        |
| 1993 | 1-22, 24 | La tira de tiras         | Joaquín Cera        | Joaquín Cera        |

|-